# Едгар Варезе
Едгар Виктор Ахил Шарл Варез (фр. Edgard Varèse;  Француски:  ; такође се спелује Едгар; Париз, 22. децембар 1883 — Њујорк, 6. новембар 1965) био је француски композитор. Већи део каријере провео у Сједињеним Америчким Државама. Варезова музика наглашава тембар и ритам; сковао је термин „организовани звук“ за сопствену музичку естетику. Варезова концепција музике одражавала је његову визију „звука као живе материје“ и „музичког простора као отвореног, а не омеђеног“. Елементе своје музике схватио је у терминима „звучних маса“, упоређујући њихову организацију са природним феноменом кристализације. Варез је сматрао да се „тврдоглаво условљеним ушима све ново у музици одувек назива буком “, и поставио је питање „шта је музика осим организоване буке?“
Иако његова комплетна сачувана дела трају само око три сата, на њега је препознато утицај неколико великих композитора касног 20. века. Варез је видео потенцијал у коришћењу електронских медија за производњу звука, а његово коришћење нових инструмената и електронских ресурса довело је до тога да је познат као „отац електронске музике“ док га је Хенри Милер описао као „стратосферски колос звука“.
Варез је активно промовисао извођење дела других композитора 20. века и основао Међународни савез композитора 1921. и Панамеричко удружење композитора 1926. године.

## Дела
- Un grand sommeil noir (1906)
- Amériques (1918–1921; 1927)
- Offrandes (1921)
- Hyperprism (1922–1923)
- Octandre (1923)
- Intégrales (1924–1925)
- Arcana  (1925–1927)
- Ionisation (1929–1931)
- Ecuatorial (1936)
- Tuning Up for orchestra (нацрт урађен 1946, завршена 1998)
- Étude pour espace (1947)
- Dance for Burgess (1949)
- Déserts (1950–1954)
- La procession de verges (1955)
- Poème électronique (1957–1958)
- Nocturnal (1961, комплетирана 1968)